# Hodigere, Channagiri
Hodigere là một làng thuộc tehsil Channagiri, huyện Davanagere, bang Karnataka, Ấn Độ.